# Johan Johansen (strzelec)
Johan-Chr. Johansen (ur. w XIX wieku, zm. ?) – duński strzelec, medalista mistrzostw świata.
Johansen raz zdobył medal mistrzostw świata. W 1899 roku zajął trzecie miejsce w drużynowym strzelaniu z karabinu dowolnego w trzech postawach z 300 m (skład zespołu: Viggo Jensen, Johan Johansen, Lars Jørgen Madsen, Anders Peter Nielsen, Laurids Kjær).

## Medale mistrzostw świata
Opracowano na podstawie materiałów źródłowych:
| Mistrzostwa     | Konkurencja                                     | Wynik             | Miejsce |
| --------------- | ----------------------------------------------- | ----------------- | ------- |
| Loosduinen 1899 | Karabin dowolny, trzy postawy, 300 m, drużynowo | 4390 pkt. (druż.) |         |